# Nathalie de Vries
Nathalie de Vries (Appingedam, 22 marzo 1965) è un architetto olandese, uno dei tre fondatori dello studio MVRDV di Rotterdam insieme a Jacob van Rijs e Winy Maas.

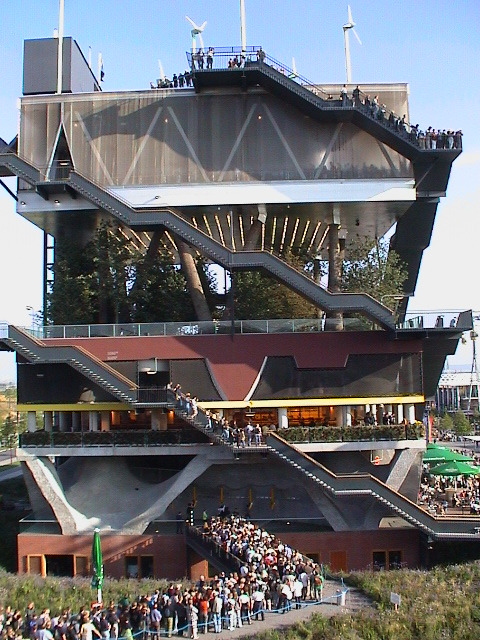
Expo 2000

Prima della fondazione di MVRDV lavorava presso lo studio Mecanoo.
Si è laureata presso l'Università tecnica di Delft. Insegna in diverse università nel mondo ed è spesso chiamata a far parte di giurie per concorsi internazionali. Ha insegnato presso il Berlage Institute di Rotterdam e all'Università tecnica di Delft.